# Орден «За заслуги» (ПМР)
Орден «За заслуги» — одна из государственных наград Приднестровской Молдавской Республики.

## Описание
Орден «За Заслуги» изготавливается из томпака и представляет собой выпуклую стилизованную пятиконечную звезду, смежные лучи которой образуют правильную дугу. Концы лучей звезды покрыты рубиново-красной эмалью. Звезда наложена на пластину, выполненную в виде расходящихся лучей и также имеющую форму пятиконечной звезды.
Лучи этой пластины располагаются между лучами рубиново-красной звезды. Пластина у ордена «За Заслуги» I степени золотистого цвета, у ордена II степени — серебристого.
В центре звезды — круглая золотистая пластинка, окаймленная пояском из белой эмали. На пояске — надпись «ЗА ЗАСЛУГИ» и аббревиатура «ПМР», отделенная от надписи точками. В центре круглой пластинки расположен выпуклый золотистый герб Приднестровской Молдавской Республики, и поверхность круга покрыта эмалью: у ордена «За Заслуги» I степени красной, у ордена «За Заслуги» II степени — темно-зеленой (травянистой) эмалью. Габариты ордена — 42 мм.
В верхней части орденского знака имеется ушко, которым он при помощи кольца соединен с пятиугольной колодочкой, обтянутой шелковой муаровой лентой шириной 24 мм. Лента красного цвета. Посередине её проходит зеленая полоса шириной 4 мм. С обоих краев ленты на расстоянии 2 мм проходят полоски шириной в 1 мм. У ленты для ордена I степени они желтого цвета, для ордена II степени — белого.
Оборотная сторона ордена гладкая и на ней выгравирован номер ордена. На оборотной стороне колодочки имеется приспособление для крепления ордена к одежде.

## Статут ордена «За заслуги»
- Орден «За Заслуги» учрежден для награждения за особые заслуги перед государством, связанные с развитием государственности Приднестровской Молдавской Республики, достижениями в труде, укреплением мира, дружбы и сотрудничества между народами, за значительный вклад в дело защиты Отечества.
- Орден «За Заслуги» имеет две степени. Высшей является первая степень. Награждение производится последовательно: II степенью, I степенью.
- Повторное представление к награждению орденом «За Заслуги» возможно не ранее, чем через пять лет после предыдущего награждения данным орденом.
- Орденом «За Заслуги» награждаются граждане Приднестровской Молдавской Республики, организации различных форм собственности, воинские формирования, населенные пункты. Орденом «За Заслуги» могут быть награждены и лица, не являющиеся гражданами Приднестровской Молдавской Республики, а также организации, населенные пункты иностранных государств.
- Орден «За Заслуги» носится на левой стороне груди после Ордена Республики и при наличии других орденов располагается перед ними.

## Награждения

### 1 степень
- 24 февраля 2007 года — Сергей Васильевич Багапш — Президент Республики Абхазия
- 27 сентября 2013 года — Архиепископ Тираспольский и Дубоссарский Савва
- 17 января 2014 года — Денисенко Петр Григорьевич[1]
- 8 июля 2021 года — Мова Руслан Петрович
- 26 июля 2021 года - Тюряев Николай Юрьевич

### 2 степень
- 7 июня 2006 года — Рауль Хаджимба— Президент Республики Абхазия.
- 7 июня 2006 года — Мурат Джиоев — Министр иностранных дел Южной Осетии
- 7 июня 2006 года — Дмитрий Медоев — Чрезвычайный и Полномочный Посол Южной Осетии в Российской Федерации
- 19 ноября 2012 года — Поташев, Вениамин Яковлевич — Депутат Верховных Советов республик Молдавии и Приднестровья